# Domkapitel

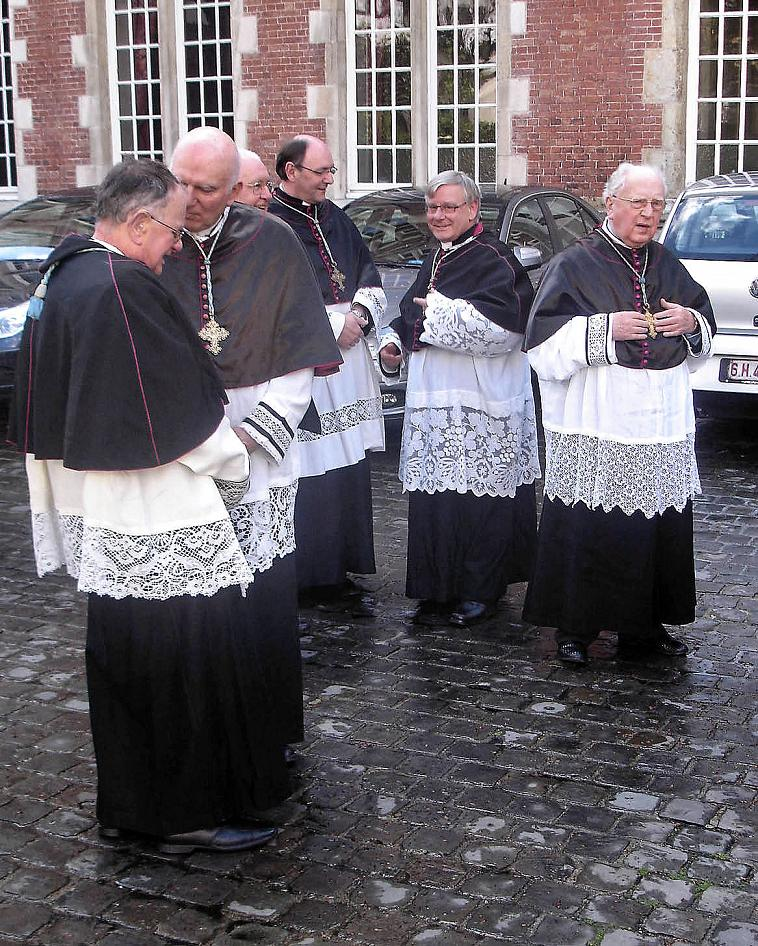
Kapitel der St.-Salvator-Kathedrale in Brügge

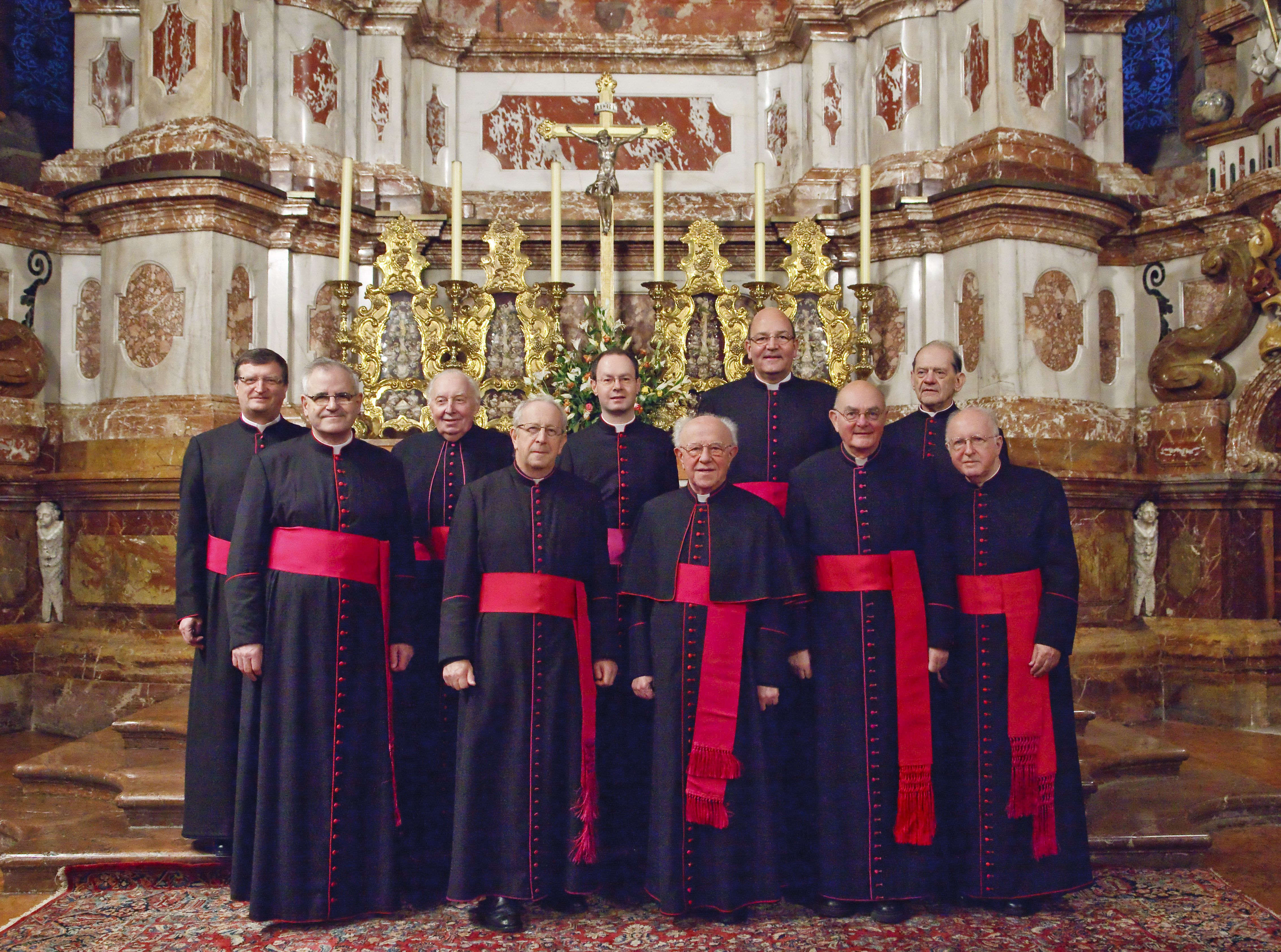
Domkapitel an der Kathedral- und Domkirche zum heiligen Ägydius in Graz

Das Domkapitel (von mittelhochdeutsch kapitel „Zusammenkunft“, „feierliche Versammlung“), auch als Kathedralkapitel oder Domstift bezeichnet, ist die Leitungskörperschaft einer Bischofskirche in administrativen und liturgischen Fragen. Im modernen kanonischen Recht sind es die Geistlichen, zu deren Aufgaben die administrative und liturgische Leitung der Kathedralkirche gehören. Die Mitglieder eines Domkapitels werden Domkapitulare oder auch Domherren genannt. Wenn die Bischofskirche zugleich Metropolitansitz ist, lautet die Bezeichnung Metropolitankapitel.
Als Domkapitel wird auch das Mensalgut (die Pfründe) der Domkapitulare als Körperschaft öffentlichen Rechts bezeichnet.

## Etymologie
Das Wort selbst leitete sich von caput („Kopf“, „Führer“) ab, genauer dessen Diminutiv (Verkleinerungsform) capitulum (kleiner Kopf, Köpfchen, später auch Zusammenkunft, Hauptversammlung, geistlicher Konvent). Daraus entstand im Mittelhochdeutschen die Bezeichnung kapitel (Zusammenkunft von Geistlichen, von Mönchen, feierliche Versammlung).
Eine andere Erklärung des Begriffs leitet sich aus der gemeinsamen Lebensordnung der betreffenden Kleriker ab: Die entsprechenden Regeln wurden während der täglichen Zusammenkünfte kapitelweise vorgelesen. Dies verlieh der betreffenden Kanonikergemeinschaft schließlich den Namen Domkapitel.

## Aufgaben und Zusammensetzung
Das Domkapitel unterstützt den Bischof als eigenständige juristische Person in der Leitung des Bistums. In bestimmten Angelegenheiten hat es ein Zustimmungs- oder Beratungsrecht. Das Gremium besteht aus dem Dompropst und dem Domdechant oder Domdekan (den sogenannten Dignitären oder Dignitäten), zu denen in einzelnen Kapiteln noch weitere residierende und nichtresidierende Mitglieder aus anderen Regionen des Bistums gehören; weitere Ämter innerhalb eines Domkapitels sind z. B. Domkustos, Domscholaster, Domkantor oder Domkellner. Dem erweiterten Domkapitel können Ehrendomherren (Ehrendomkapitulare) angehören, die vom Bischof ernannt werden. Eine seiner wichtigsten Aufgaben ist, nach dem Amtsverzicht oder Tod eines Bischofs – also mit Eintritt der Sedisvakanz – den Diözesanadministrator zu wählen und dem Papst eine Liste von Kandidaten für das Bischofsamt zu unterbreiten. Die geistliche Hauptaufgabe des Domkapitels ist, das Chorgebet und die Liturgie an der Kathedralkirche zu pflegen.

## Geschichte
Die Domkapitel entstanden bereits seit dem 9. Jahrhundert, später dort, wo Bistümer gegründet wurden. Sie lagen im Bereich der Domimmunität oder Domfreiheit, unterstanden also nicht der jeweiligen weltlichen Herrschaft über den Ort ihres Sitzes. Neben dem regelmäßigen Chorgottesdienst in der Kathedrale gehörte zu den Aufgaben eines Domkapitels die Beratung und Unterstützung des Bischofs in Diözese (geistlicher Herrschaftsbereich) und Hochstift (weltlicher Herrschaftsbereich). Im Verlauf des 12. Jahrhunderts formierten sich die Domkapitel zu exklusiven Wahlkollegien mit dem Recht zur Bischofswahl. Dieses Recht ging den meisten Domkapiteln bis zum Ende des 13. Jahrhunderts zu Gunsten päpstlicher Provisions- und landesfürstlicher Nominationsrechte wieder verloren. Die Mitglieder des Domkapitels bildeten im Frühmittelalter eine Lebensgemeinschaft, die derjenigen einer benediktinischen Mönchsgemeinschaft nicht unähnlich war. Im Hochmittelalter wurden die Gemeinschaften zumeist erheblich lockerer organisiert. Die Mitglieder der meisten Domkapitel waren in Mittelalter und früher Neuzeit überwiegend nachgeborene Söhne adeliger und ritterlicher Familien.
Das Konzil von Trient beendete den Versuch der Kanoniker, das Visitationsrecht des jeweiligen Bischofs gegenüber dem Domkapitel zu beschneiden, und ordnete an, dass wenigstens die Hälfte der Kanoniker Priester sein sollten und ebenfalls die Hälfte einen akademischen Grad in Theologie oder dem kanonischen Recht haben solle. Zudem verlangte es die Bestellung eines Domtheologen und eines Bußkanonikers und beschnitt die Stellung der Domkapitel während der Sedisvakanz, indem es ihnen auferlegte, innerhalb von acht Tagen einen Kapitelsvikar zu bestellen, der die Diözese unabhängig vom Domkapitel zu verwalten hatte.
Im 19. und 20. Jahrhundert wurde das Recht zur Bischofswahl in einer Vielzahl von Ländern mittels Konkordaten zwischen dem Heiligen Stuhl und den Regierungen neu festgelegt. In der Regel unterbreitet das jeweilige Domkapitel dem Papst eine Liste von Kandidaten für das Bischofsamt, aus denen dieser den Bischof ernennt.

## Reformation
In vielen lutherischen Gebieten bestanden die Domkapitel auch über die Reformation hinaus. In einigen Fällen, wie im Halberstadt oder im Minden, blieb das Kapitel als Körperschaft bestehen, wurde aber vom Landesherrn kontrolliert; in anderen Fällen, zum Beispiel im Hochstift Lübeck, übte das Kapitel, das nicht mehr aus Geistlichen bestand, auch die weltliche Herrschaft über seinen Anteil des Hochstifts aus; so besaß das lutherische Domkapitel zu Lübeck noch bis 1804 u. a. die stormarnschen Dörfer Hamberge und Hansfelde. Die lutherischen Domkapitel wurden im Rahmen der Säkularisation kirchlicher Güter infolge des Reichsdeputationshauptschlusses 1803 oder in Preußen bis 1810 aufgelöst. Lediglich die Vereinigten Domstifter zu Merseburg und Naumburg und das Kollegiatstift Zeitz blieben in ihrer Rechtssubjektivität bis heute weitgehend unangetastet. Das Domkapitel in Brandenburg wurde im Jahr 1826 wiederhergestellt und ist nach wechselvoller Geschichte ebenfalls erhalten, wie die Kapitel in Meißen und Wurzen als lutherische kirchliche Korporationen.

## Gegenwart
Römisch-katholische Domkapitel bestehen nicht mehr in jeder Diözese, vor allem nicht in neueren Diözesen. Seine Funktionen, insbesondere bei einer Vakanz des Bischöflichen Stuhles, werden von einem diözesanen Konsultorenkollegium wahrgenommen.